# Valeri Ryumin
Valeri Victorovich Ryumin (russo: Валерий Викторович Рюмин) (Komsomolsk-on-Amur, 16 de agosto de 1939 — Moscou, 6 de junho de 2022) foi um cosmonauta soviético.

## Carreira
Ryumin serviu como comandante de tanques no Exército Vermelho entre 1958 e 1961, após se graduar como oficial no colégio técnico de engenharia mecânica de Kaliningrado, aos 18 anos.
Em 1966, graduou-se como especialista em sistemas de espaçonaves e se integrou ao programa espacial soviético, fazendo parte da equipe da Energia, a companhia estatal fabricante de foguetes espaciais da URSS como engenheiro, ajudando a desenvolver as primeiras estações espaciais orbitais soviéticas.
Em 1973, Valeri passou a integrar o corpo de astronautas da Energia e foi ao espaço por três vezes, entre 1977 e 1980 a bordo das naves Soyuz e como tripulante orbital da Salyut 6 na qual passou, em duas missões, um total de 360 dias em órbita.
De 1989 a 1991, ele trabalhou como diretor de missão da Salyut 7 e da estação Mir. Desde 1992, vem atuando como diretor da área russa do programa espacial NASA-Mir.
Em junho de 1998, Ryumin foi ao espaço como integrante da missão STS-91 do ônibus espacial Discovery, na nona e última acoplagem do ônibus espacial americano com a estação russa Mir, encerrando a primeira fase do programa conjunto entre as duas nações.
Valeri Ryumin foi duas vezes condecorado (1979 e 1980) com a maior honraria da URSS, a medalha de Herói da União Soviética, além de outras condecorações russas e estrangeiras.
Ryumin morreu no dia 6 de junho de 2022.